# Кольтгоф, Исаак Мориц
Analytical chemistry has never been served by a more original mind,
nor a more prolific pen, than Kolthoff's.
J.J. Lingane
Исаак Мориц Кольтгоф (нидерл. Izaak Maurits Kolthoff; 11 февраля 1894, Алмело, Нидерланды — 4 марта 1993, Сент-Пол, Миннесота, США) – американский химик-аналитик, внёс значительный вклад во многие области аналитической химии: титриметрию, теорию осадков, электрохимию, усовершенствовал условия проведения кондуктометрического, потенциометрического и амперометрического титрования, вольтамперометрии.

## Детские годы, учёба, начало карьеры
Исаак Мориц Кольтгоф, сын Мозеса Кольтгофа (1862, Хогевен — 1936, Алмело) и Розетты Вейзенбек (1862, Кулемборг — 1943, Собибор), родился в Алмело 11 февраля 1894 года. Он был младшим из трёх детей в религиозной еврейской семье, ещё в детстве получил прозвище «Пит», так его называли почти все знакомые. Во время обучения в средней школе, он проявил особый интерес к химии и превратил часть кухни в лабораторию. К неудовольствию других членов семьи, многие из его домашних опытов были связаны с использованием сероводорода. Сам же Кольтгоф вспоминает случай, когда его мать, делая куриный суп на званый ужин, по ошибке добавила соду вместо поваренной соли. Она была очень расстроена и уже готова сдаться, когда 15-летний Исаак пришёл на помощь. Он добавлял соляную кислоту в суп, пока лакмусовая бумажка, которую он использовал в качестве индикатора, не порозовела. По его воспоминаниям суп получился превосходным. Через 6 лет Кольтгоф опубликует свою первую работу по актуальной для того времени теме — изучению значений рН в различных средах.
Окончив среднюю школу в 1911 году, Кольтгоф поступил в Школу фармации в университете Утрехта. Причиной, по которой он начал своё обучение по курсу фармации, а не химии, явилось то, что его знания латинского и греческого языков оказались недостаточными для поступления на «чистые» физические науки. Тем не менее, он уже достаточно свободно говорил на немецком, французском и английском языках в дополнение к родному голландскому. Учебные программы в Утрехте были тщательно продуманы и включали в себя большое количество материала по аналитической химии. Кроме того, значительное влияние на Кольтгофа оказал профессор Николас Шурл, который считал необходимым соблюдать баланс между описательными и фундаментальными аспектами дисциплины. В то время аналитика считалась эмпирической наукой и тот факт, что Шурл уделял особое внимание фундаментальным принципам химии, казался необычным. В своей будущей карьере Кольтгоф также будет уделять много внимания основополагающим принципам.
Кольтгоф получил свой аптекарский диплом в 1915 году и приступил к посещению курсов по коллоидной и физической химии в университете Утрехта. В том же году он опубликовал свою первую работу по теории кислотно-основного титрования, в то время концепция определения рН Сёренсена только появилась.
В 1918 году университет Утрехта упразднил требования к знанию латинского и греческого, и Кольтгоф получил степень Ph.D. по химии, защитив диссертацию по теме: “Основы йодометрии”. К тому времени он опубликовал 32 работы, все на темы, отличные от его докторского исследования. В период с 1923 по 1927 гг. он работал в университете в качестве лектора по электрохимии. Важность использования в исследованиях данных по рН не была в то время общепризнанной, и Кольтгоф посвятил этой теме много лекций, которые он читал химикам-теоретикам и практикам, биохимикам, фармацевтам. В то же время число его исследований достигало астрономических значений. За десять лет, с 1917 до 1927 гг. он опубликовал 270 статей и 3 книги, и все эти работы отличались оригинальностью, содержательностью и актуальностью. Большинство из его ранних публикаций были на голландском, немецком или французском, а после 1924 года, он всё чаще пишет на английском языке.
В 1924 году Кольтгоф совершил поездку по университетам Канады и Соединённых Штатов, читая там лекции. В 1927 году ему предложили на один год занять должность профессора и заведующего кафедрой аналитической химии в университете Миннесоты. В своём ответном письме он обещал: “Я могу заверить вас, что с моей стороны я постараюсь выполнить свои обязанности как можно лучше, и я надеюсь, что не обману ваши ожидания”. Этот один год назначения стал его постоянным местом работы, и он оставался в Миннесоте до своей отставки в 1962 г., несмотря на попытки других учреждений (в том числе его родного университета Утрехта) привлечь его. То, что Кольтгоф полностью оправдал своё обещание, можно проиллюстрировать следующими данными: на момент выхода на пенсию он опубликовал 809 научных работ; в течение последующих 30 лет он написал ещё 136 трудов.

## Семья
Его мать Розетта Вейзенбек и старшая сестра Элизабет Роза Вейлер (с мужем и двумя детьми), оставшиеся в Нидерландах, стали жертвами Холокоста:  в 1942 году их депортировали в концентрационный лагерь Собибор, где они в 1943 году погибли. Муж сестры — Якоб Самуэл Вейлер (1884—1943) — литературовед, специалист по французской литературе, автор монографии о Исааке де Пинто.
Сын его брата Абрахама — Барух Дик Кольтгоф (1922—2010) — стал известным переводчиком и литератором.

## Научная деятельность
Можно сказать, что Кольтгоф появился на сцене аналитической химии в подходящее время, т.к. необходим был кто-то, способный модернизировать эту дисциплину. К 1915 году аналитическая химия была уже достаточно хорошо развита, ключевые элементы основных принципов существовали и в других дисциплинах, в частности, физической химии, биохимии, фармацевтике. Одним из наиболее значимых достижений Кольтгофа было то, что он обратил внимание на этот факт и начал дальнейшие разработки по применению этих основ для исследования различных процессов с аналитической точки зрения. При этом он всегда внимательно следил за новыми исследованиями в других областях. В 1978 году в своей статье Кольтгоф обобщил важнейшие аспекты исследований учёных из смежных областей, которые послужили значительным вкладом в развитие аналитической химии: работы Гиббса (термодинамика, правило фаз), Вант-Гоффа (стереохимия, кинетика), Аррениуса (электролитическая диссоциация), Нернста (электрохимия) и Бьеррума (электрохимия, принципы кислотно-основных реакций). Значение этих работ для аналитической химии ещё не было оценено в то время, когда Кольтгоф начинал свои исследования, и одним из его главных достижений было то, что он объединил такие разнообразные результаты и развил на их основе многие аналитические методы. Исследования Кольтгофа характеризуются большим разнообразием и глубиной проникновения в саму суть процессов. Ниже представлены основные области, в которых Кольтгоф достиг значительных результатов.

### Реакции с переносом протона: рН, титрование, индикаторы, буферы
Первая работа Кольтгофа, посвящённая титрованию фосфорной кислоты как одно- и двухосновной появилась в 1915 году. За этим последовал ряд работ, посвященных как фундаментальным, так и прикладным аспектам реакций с переносом протона. В 1922 году Кольтгоф издал свою первую монографию: “Der Gebrauch von Farbenindikatoren”. Эта книга пережила несколько немецких изданий, была переведена на английский язык Н. Фурманом из Принстонского университета, и, наконец, была издана в расширенной версии в 1937 году С. Розенблюмом как соавтором под названием “Acid-Base Indicators”.

### Перенос электрона и реакции осаждения
За докторской работой Кольтгофа по основам йодометрии последовали 19 публикаций в 1919 и 1920 гг. В этих работах рассмотрены разнообразные реакции, протекающие при йодометрии, механизмы этих реакций, побочные реакции и погрешности титрования. В данный период Кольтгоф также интенсивно работал над кондуктометрическими (1918) и потенциометрическими (1920) методами, итогом исследований стали две  монографии, написанные в соавторстве с Н. Фурманом: “Konduktometrische Titrationen” и “Potentiometric Titrations”. В то же время он продолжал свои фундаментальные исследования классических методов, в 1927-1928 гг. были изданы два тома “Massanalyse”. Эта монография была переведена на несколько языков и в течение 1942-1958 гг. была издана в расширенном трёхтомном издании.

### Образование и свойства осадков
Кольтгоф уделял большое внимание тщательному изучению формирования и свойств осадков. В 1920-1921 гг. он опубликовал 9 работ, посвящённых роли адсорбции в аналитической химии. По прошествии 11 лет он возобновил исследования в этой области в университете Миннесоты. Он изучал старение осадков, выяснил, что имеет возможно проводить очистку методом перекристаллизации, исследовав этот метод с помощью радиоактивных индикаторов: тория и брома, активированного нейтронами от радон-бериллиевых источников. В период 1932-1948 гг. он опубликовал 37 работ по старению осадков и соосаждению. Он продолжал эти исследования, но в несколько меньших масштабах вплоть до 1960 года.

### Вольтамперометрия
Кольтгоф заинтересовался вольтамперометрией в 1933 году, когда Я. Л. Гейровский, изобретатель полярографии, будущий нобелевский лауреат, посетил Миннеаполис. Двое из лучших студентов Кольтгофа, Лингейн и Лайтинен начали выполнять работы по вольтамперометрии: Лингейн - по основам ртутного капающего электрода, Лайтинен - по твёрдым микроэлектродам. В 1939 году Кольтгоф и Лингейн опубликовали 94-страничную статью в Chemical Reviews. Вслед за этим в 1941 году вышла монография Кольтгофа в соавторстве с Лингейном “Polarography”, в 1952 году она была расширена до двух томов. Кольтгоф с несколькими своими учениками продолжал изучать вольтамперометрию как в водных, так и в неводных средах и в 1960-х гг.

### Эмульсионная полимеризация
В связи с японской оккупацией Юго-Восточной Азии Соединённые Штаты были лишены доступа к натуральному каучуку – важнейшему материалу для военных нужд, в связи с чем федеральное правительство организовало программу по исследованию способов получения синтетического каучука. В 1942 году была создана организация “Office of Rubber Reserve”, Кольтгоф, а также другие известные профессоры (физико-химик П. Дебай, химики-органики М. Хараш и К. С. Марвел, специалисты по коллоидной химии В. Д. Харкинс и Дж. В. Макбрейн), были приглашены на работу в крупнейшие компании по производству резины. В результате почти 200 000 тонн синтетического каучука было произведено в 1943 году, к 1944 году уровень производства достиг 700 000 тонн. Кольтгофу было предложено разработать аналитические методы для определения израсходованных реагентов. Ключевой составляющей оказался н-додецилмеркаптан. Кольтгоф быстро разработал эффективный метод его определения, основанный на амперометрическом титровании нитратом серебра с обращённым платиновым микроэлектродом. Этот метод нашёл широкое применение после войны во всем мире. Сразу же после этого Кольтгоф начал тщательное исследование фундаментальных факторов, влияющих на скорость реакции меркаптанов, а также кинетики и механизма эмульсионной полимеризации в целом. Эти исследования привели к разработке новых систем, которые работали при более низких температурах, в которых получался так называемый "холодный каучук", обладающий особенными свойствами. В этой области Кольтгоф, в дополнение к ряду выдающихся работ, в соавторстве с Ф. А. Бови, А. И. Медалиа и E. Дж. Михан, опубликовал монографию “Emulsion Polymerization”.

### Индуцированные реакции
Кольтгоф изучил ряд таких реакций, среди них индуцированные реакции железа (II) с пероксидом водорода (реакции Фентона). Кольтгоф и Медалиа (1949) показали, что гидроксильные радикалы, полученные на первой стадии, могут вызывать окисление многих органических соединений.

### Соединения, содержащие сульфгидрильные и дисульфидные группы
Начиная с 1950 г. и вплоть до 1980 г. Кольтгоф провёл обширные исследования реакционной способности этих групп в нативном и денатурированном альбумине.Эти работы были одними из первых в биоэлектрохимии, которая активно развивается и в настоящее время.

### Химия неводных растворов
Кольтгоф много сделал для того, чтобы исправить парадокс, что химия растворов, представленная в учебниках, связана, в первую очередь, с растворением веществ в воде, хотя большинство реакций проводится в неводных средах и, кроме того, вода является наименее типичным растворителем. Его интерес к этой теме датируется началом 1930-х, но исследования не получали широкого развития до начала 1950-х, пока он не начал длинный ряд фундаментальных исследований влияния растворителей на свойства растворов. Особенно примечательными были пять работ в 1956-1957 гг., выполненные в соавторстве со Стэнли Бруккенштайном, посвящённые кислотно-основному равновесию в ледяной уксусной кислоте; комплексные взаимодействия, происходящие в этом растворителе, были охарактеризованы количественно. За этими работами затем последовал длинный цикл исследований широкого спектра взаимодействий растворитель – растворённое вещество в различных дипольных апротонных средах, ряд этих систематических исследований начался с ацетонитрила в 1957 году. Этот важный для электрохимии растворитель был подробно изучен Кольтгофом в 1980-х годах. Параллельно такие исследования проводили и другие научные группы в нескольких странах, но вклад Кольтгофа был одним из наиболее выдающихся. В ходе этих исследований интерес Кольтгофа привлекли макроциклические лиганды (краун-эфиры и криптаны), представленные Дж. Педерсеном в 1967 году, Кольтгоф провел обширные исследования реакций этих лигандов в различных растворителях. Фундаментальные исследования неводных растворителей занимали Кольтгофа до конца его долгой и плодотворной карьеры, этой теме посвящено большее число публикаций, нежели любым другим.

### Обобщающие труды
Кольтгоф, как правило, писал монографии по каждой области, в которой он проводил обширные исследования. Эти книги имеют большое значение для аналитической химии, большинство из них переведены на несколько языков. Как наиболее важные публикации стоит отметить
- Kolthoff I. M. Der Gebrauch von Farbenindikatoren. Berlin: Julius Springer. 1922 (Применение цветовых индикаторов)
- Kolthoff I. M., Furman N. H. Konduktometrische Titrationen. Dresden. 1923 (Кондуктометрическое титрование)
- Kolthoff I. M., Furman N. H. Potentiometric Titrations: A Theoretical and Practical Treatise. New York: John Wiley. 1926 (Потенциометрическое титрование: теоретический и практический курс)
- Kolthoff I. M., Menzel H. Die Massanalyse. Berlin: Springer. 1928 (Массовый анализ)
- Kolthoff I. M., Lingane J. J. Polarography. New York: Interscience. 1941 (Полярография)
- Kolthoff I. M., Bovey F. A., Medalia A. I., Meehan E. J. Emulsion Polymerization. New York: Interscience. 1955 (Эмульсионная полимеризация)
- Kolthoff I. M. The Colorimetric and Potentiometric Determination of pH // J. Chem. Educ. 1931. V. 8. № 10. P. 2104 - 2105 (Колорометрическое и потенциометрическое определение рН)
- Kolthoff I. M., Rosenblum C. Acid - Base Indicators. New York: Macmillan. 1937 (Кислотно-основные индикаторы)
- Kolthoff I. M., Sandell E.B. Textbook of Quantitative Inorganic Analysis. New York: The Macmillan Company. 1943 (Учебник по количественному неорганическому анализу)
- Kolthoff I. M., Elving P. J. Treatise on Analytical Chemistry. New York: John Wiley. 1959 (Трактат по аналитической химии)
- Кольтгоф И. М., Лайтинен Г.А. Определение концентрации водородных ионов и электротитрование. М. 1947
- Кольтгоф И. М., Лингейн Д. Д. Полярография. М. – Л. 1948
- Кольтгоф И. М., Сэндел Е. Б. Количественный анализ. М. 1948
- Кольтгоф И. М., Стенгер В. А. Объёмный анализ. М. – Л. 1950-52

Самой значимой работой Кольтгофа является его “Трактат по аналитической химии”. Часть I, опубликованная в 1959-1976 гг. в 11 томах, посвящена рассммотрению фундаментальных основ дисциплины. Эта работа оказалась настолько хороша, что уже до 1986 года вышло второе, расширенное, издание в 14 томах. Часть II посвящена аналитической химии органических и неорганических соединений, книга выпущена в 1961-1980 гг. в 16 томах. Часть III касается аналитической химии в промышленности, издавалась в четырёх томах до 1977 года. Этот трактат является основным справочником по аналитической химии и имеет большое значение во всём мире.
Значение научных трудов, учебников и справочников Кольтгофа довольно метко резюмировал его ученик Д. Д. Лингейн: “Analytical chemistry has never been served by a more original mind, nor a more prolific pen, than Kolthoff's”.

## Общественная деятельность
Кольтгоф переписывался с многими известными учёными, в том числе c Дебаем, Ганом, Гейровским, Хильдебрандом, Фредериком Жолио-Кюри и Полингом. Некоторые из этих писем хранятся в архивах университета Миннесоты. Его переписка касалась не только профессиональных вопросов, но, после Второй мировой войны, также таких вопросов, как контроль над ядерным разоружением. В начале 1950-х его контакты с Жолио-Кюри привели к столкновению с Комитетом палаты представителей по расследованию антиамериканской деятельности (HUAAC). Жолио-Кюри был организатором международного совещания по поводу ядерного оружия и попросил Кольтгофа быть спонсором. На первое совещание Кольтгоф согласился, но впоследствии, когда он узнал, что встречи имели коммунистический уклон, он отказался от участия, написав, что он хотел бы участвовать как гражданин мира, а не как коммунист. В письме Полингу, который был в ещё худших отношениях с HUAAC, он отзывался о HUAAC как “об этом неприятном комитете в Вашингтоне”. В какой-то момент Кольтгоф был обвинен в принадлежности к 32 подрывным организациям, в итоге он был оправдан.
У Кольтгофа было много международных контактов. В начале 1950-х, он участвовал в создании аналитического отдела IUPAC, в состав которого теперь входят члены из более чем 50 стран мира.

## Преподавательская деятельность
В 1936 году Кольтгоф и Сендел в соавторстве написали самый популярный учебник “Textbook of Quantitative Inorganic Analysis”, который затем много раз переиздавался. Под руководством Кольтгофа свои научные работы выполняли многие аспиранты и кандидаты наук, которые впоследствии стали известными аналитиками, в их числе Сендел, Лайтинен, Лингейн, Бруккенштайн, Хьюм, Кутзее, число его “научных потомков” превосходит 1100.
И. М. Кольтгоф был очень требователен к своим ученикам и серьёзно относился к своей работе. В статье, посвящённой биографии Кольтгофа, его ученик И. Ф. Кутзее так вспоминает их первую встречу: “Это был сентябрь 1951 года. Профессор Кольтгоф откинулся на спинку стула и положил часы на свой стол. “Я с утра ужасно занят, - сказал он, - но я хочу поговорить с вами обоими в течение получаса”. Барт Вант-Рит (из Голландии) и я (из Южной Африки) только что прибыли в Миннеаполис как аспиранты, планирующие выполнять свои исследования под руководством Кольтгофа. Я был сразу же поражен необычайно выразительным лицом Кольтгофа, особенно его большими, светлыми и глубокими глазами. За следующие полчаса он наметил наши будущие планы и уведомил нас о своих ожиданиях. Порой казалось, что, пока он говорил, он уходил в себя, глядя в потолок, однако были моменты, когда он совершенно неожиданно устремлял на нас свой проницательный взгляд, чтобы определить, как мы узнали позже на многочисленных научных конференциях, уделяли ли мы ему достаточно внимания. “Химик-аналитик, - сказал он, - должен в совершенстве владеть основами физической химии. Таким образом, даже если вы специализируетесь в аналитике, вы должны посещать большинство основных курсов, читаемых для физхимиков. Не посещайте курсы, предназначенные для тех, кто, не специализируется в физической химии. Профессор Мак-Дугалл уходит в отставку и читает свой трёхсеместровый курс по термодинамике в последний раз. Это хороший, строго построенный курс, извлеките из него как можно больше пользы. Кроме того, прослушайте курсы по квантовой механике и кинетике для физиков, а также курсы по радиохимии на кафедре неорганической химии. Вы уже должны знать о курсах по аналитической химии и что вы должны посетить их все. Наконец, не забудьте посещать все еженедельные семинары кафедры аналитической химии и использовать в обучении современную литературу. Всё это подготовит вас к исследованиям. Я смотрю, наше время истекло”, - сказал он, а затем добавил: “Не забудьте взять ключи от лаборатории, чтобы вы могли работать по ночам и в выходные дни”. Нам было сразу понятно, что у профессора Кольтгофа серьёзное отношение к делу”.
К любой работе Кольтгоф подходил со всей серьёзностью, большинство из его сотрудников понимало необходимость такого подхода. Некоторые из его предложений были монументальными по своим масштабам и требовали нескольких месяцев напряженной работы, но он всегда представлял их своим подопечным с явным расчетом на быстрое получение результатов. Как вспоминает Кутзее: “Мы все сетовали по поводу таких нереалистичных ожиданий. К концу моего четырёхлетнего пребывания недавно закончивший свои исследования Стэнли Бруккенштайн дал мне некоторые мудрые советы: “Когда Кольтгоф упоминает об особенно сложной задаче, нужно иметь её в виду, но не обязательно приступать немедленно. Если он упоминает её во второй раз, необходимо начинать работать над ней, и если он обращается к ней в третий раз, то лучше уже иметь некоторые результаты, о которых можно доложить”. Жаль, что Стэнли не сказал мне этого в начале моей работы. Возможно, мы слишком много беспокоились о некоторых нереальных требованиях Кольтгофа. Однажды в пятницу во второй половине дня он наметил новые обширные исследования. Пока он говорил, я думал: “Я надеюсь, у меня будут какие-то достижения, о которых можно будет сообщить через месяц”. Кольтгоф, однако, в заключение сказал: “Я улетаю в штат Айова завтра утром в 9:00. Прибудьте в аэропорт и представьте мне отчет о том, что вам удалось обнаружить”. После некоторых раздумий я решил проигнорировать это указание. Он никогда больше не упоминал эту тему. Кольтгоф мог быть суровым по отношению к своим сотрудникам. Я верю, что он не в полной мере понимал, насколько пугающим он мог быть. Довольно часто после научных конференций некоторые из его аспирантов и кандидатов оказывались в состоянии шока. Кольтгоф, в свою очередь, потом ворчал, что они выглядели во время выступления как маленькие дети: “a tale of woe” или “babe in the woods”. Тем не менее, подавляющее большинство его сотрудников становились его преданными друзьями”.

## Мировое признание
Кольтгоф был удостоен множества наград и других знаков отличия, в их числе:
- Nichols Award, 1949
- Fisher Award in Analytical Chemistry, 1950
- Премия Уилларда Гиббса, 1964
- Electrochemical Society Olin-Palladium Medal, 1981
- Pittsburgh Analytical Chemistry Award, 1981
- Звание почетного доктора от
  - университета Чикаго
  - университета Брандейса
  - университета Аризоны
  - университета Гронингена
  - Еврейского университета в Иерусалиме
- посвящение в рыцари в Орден Оранских-Нассау в Нидерландах, 1938
- избрание членом Национальной академии наук США, 1958

## Кольтгоф и СССР
Кольтгоф был хорошо известен в СССР, он посетил Москву несколько раз. Первый раз он был в Москве в июне 1945 года в качестве гостя Академии наук СССР, когда она отмечала своё 220-летие. Война против нацистской Германии только что закончилась, победа витала в воздухе, и годовщина Академии праздновалась очень широко. Были приглашены многие известные зарубежные ученые. Кольтгоф и другие гости побывали в различных научных учреждениях. Перед отъездом из СССР Кольтгоф написал предисловие к русскому переводу “Полярографии”. О своей поездке в Москву он вспоминал: “Я возвращаюсь в Америку под впечатлением от огромного вклада в науку, сделанного русскими химиками и физиками, который я высоко ценю. Я буду помнить чувство глубокой благодарности за доброту и искреннее гостеприимство во время празднования 220-летия Академии наук СССР”.
Второй визит Кольтгофа состоялся в декабре 1957 года во время Международной конференции по использованию радиоактивных изотопов в аналитической химии в Москве. Кольтгоф был единственным участником конференции из США. Его имя было очень хорошо известно среди советских химиков, особенно среди аналитиков и электрохимиков, и он был в центре внимания. Конференция была организована Институтом геохимии и аналитической химии имени Вернадского, директор института, А. П. Виноградов, был председателем оргкомитета. Помимо различных мероприятий в ходе самой конференции Кольтгоф посетил институты Академии наук и другие научно-исследовательские институты, он встретился с известным электрохимиком Фрумкиным и химиком-неоргаником Спицыным. Кольтгоф высоко оценил исследования Фрумкина.
Когда Кольтгоф приехал в Москву уже в третий раз в 1959 г., Алимарин, заведующий кафедрой аналитической химии, организовал лекцию для студентов-химиков в Московском университете.
После этого Кольтгоф и Алимарин контактировали по почте. Тем не менее, связь прекратилась, когда Алимарин не ответил на просьбу Кольтгофа подписать коллективное официальное письмо в поддержку советских евреев, собирающихся в Израиль. Кольтгоф писал о своих посещениях СССР в Minneapolis Star.

## Кольтгоф как личность
Как вспоминают сотрудники Кольтгофа, он начинал свой рабочий день с чтения рефератов, докладов, отчётов, уединившись в клубной комнате факультета, на это он тратил пару часов. В это же время он писал указания по работе для своих сотрудников и отправлял их им с подписью “From the desk of I. M. Kolthoff”. Каждый находил эти заметки в тот же день на своём столе. Кольтгоф  прибывал в свой кабинет не раньше 10:30 или 11:00. Первым делом он диктовал письма своему секретарю, Кристе Эльгутер. Кольтгоф был достаточно пунктуальным и отвечал на письма вовремя. Во второй половине дня у него были отдельные научные консультации с его аспирантами и кандидатами.
Кольтгоф выполнил множество монументальных исследований, несмотря на ряд физических ограничений. В молодости он был весьма спортивным, занимался плаванием, теннисом, ходьбой на лыжах, скачками на лошадях. В 1942 году, когда ему было сорок восемь лет, он получил травму, катаясь на лыжах. Это ранение усугубилось падением с лошади. Ему пришлось пережить операцию на позвоночнике, после которой он был частично парализован, однако интенсивной реабилитации способствовала его неукротимая сила воли, его состояние значительно улучшилось, он разве что не мог полностью совладать с ортопедическим аппаратом на ноге, поэтому ходил с постоянным прихрамыванием. Также он страдал от гипертонической болезни и частых приступов пневмонии, что нередко приводило его в больницу. Эти ограничения, тем не менее, не мешали ему участвовать в ежедневных исследованиях и конференциях. После перенесенных травм Кольтгофу пришлось отказаться от некоторых из его спортивных увлечений, но он продолжал заниматься плаванием и даже верховой ездой. Когда ему было семьдесят лет, он выступал с докладом в Хьюстоне, а затем остановился на отдых на неделю на ранчо с названием "Тихие Ветры". Здесь он произвел большое впечатление на местных жителей и стал известен как "Nature Boy" из-за его напряженной программы: 45 минут упражнений перед завтраком, после чего от 4 до 5 часов езды на лошади и, наконец, плавание. В газете даже появилась статья “Доктор Кольтгоф, известный химик, посетил Бандеры на прошлой неделе”, к которой прилагалась фотография, где Кольтгоф сидел верхом на лошади.
Кольтгоф никогда не был женат, но вёл активную общественную жизнь. У него были обширные культурные и политические интересы. Он особенно ценил классическую музыку и в течение многих лет регулярно посещал концерты симфонического оркестра в Миннеаполисе. Он был приятным собеседником, и дружил со многими видными семьями в Миннеаполисе и Сент-Поле.